# Cleorodes distinctaria
Cleorodes distinctaria är en fjärilsart som beskrevs av Paul E. Hanson 1962. Cleorodes distinctaria ingår i släktet Cleorodes och familjen mätare. Inga underarter finns listade i Catalogue of Life.